# Državna cesta D23
Die Državna cesta D23 (kroatisch für ,Nationalstraße D23‘) verbindet die Nationalstraße D6  bei Karlovac mit der Nationalstraße D8 in Senj. Sie verläuft in Richtung Nordost-Südwest und ist 111,5 km lang.

## Streckenverlauf
Die Strecke verläuft, zunächst etwa dem Tal der Mreznica folgend, von Karlovac nach Josipdol und von dort über die Mala Kapela (die die Autocesta A1 mit einem Tunnel quert) und Brinje nach Žuta Lokva. Dort trifft die Državna cesta D50 auf sie, und die D23 ändert ihre Richtung nach Westen   und führt durch die Senjska Draga nach Senj.

## Geschichte
siehe Josephina